# Escola Politècnica Federal de Lausana

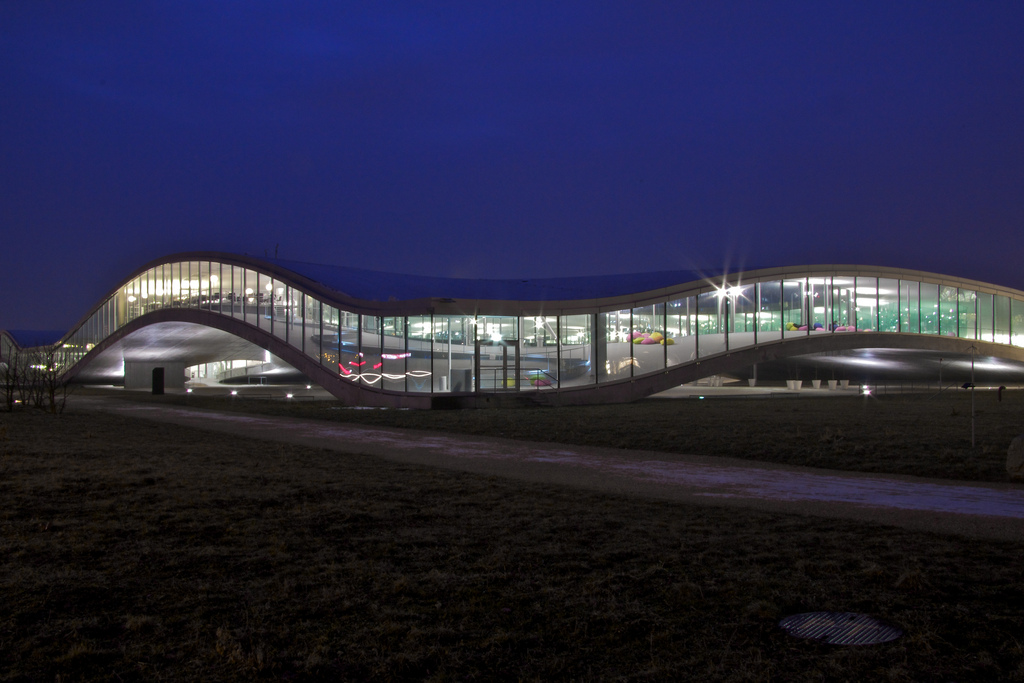
Centre d'Aprenentatge de l'EPFL.

L'Escola Politècnica Federal de Lausana (EPFL) (en francès: École Polytechnique Fédérale de Lausanne, EPFL) és una universitat situada a Lausana, Suïssa, especialitzada en enginyeria i ciències físiques, que té com a missió l'educació, la recerca i la transferència de tecnologia al més alt nivell internacional.
L'EPFL està situada a la part de parla francesa de Suïssa i és considerada una universitat capdavantera a nivell mundial.
La seva institució germana a la Suïssa de parla alemanya és l'Escola Federal Politècnica de Zúric, coneguda com a ETH Zürich.
El 2022 comptava amb 12.576 estudiants, 30,5% de les quals eren dones i 69,5% homes. La meitat dels estudiants (50,3%) eren de grau (Bachelor), un terç (29,3%) de màster, un 19,2% de doctorat i un 1,1% de postgrau.
Està dividida en 5 facultats i 2 col·legis, cadascuna dividida en seccions.
El 2021 va ser la 6a universitat d'Europa al rànquing QS World University Rankings (QS), 19a al Times Higher Education World University Rankings (THE) i 33a a l'Academic Ranking of World Universities (ARWU). A nivell mundial, el rànquing QS la va situar en 14è lloc i el rànquing THE en 41è lloc.
El 2022 el rànquing QS la va situar 11a del món en Enginyeria i Tecnologia i 10a del món en Informàtica i Sistemes d'Informació.